# Mas de Patet
Mas de Patet és un edifici del municipi d'Aitona a la comarca catalana del Segrià.